# Wykładnia zwężająca
Wykładnia zwężająca (łac. interpretatio restrictiva) – wykładnia prawa, której wynik jest węższy niż literalne (dosłowne, „bezpośrednie”) znaczenie zinterpretowanego tekstu prawnego.
Obranie wykładni zwężającej może być motywowane tym, że prawodawca powiedział więcej niż miał zamiar powiedzieć (plus dixit quam voluit).
W przypadku wykładni zwężającej dochodzi do zwężenia zakresu zastosowania lub normowania normy, jaka daje się zbudować z interpretowanego tekstu prawnego.
Za punkt odniesienia może tu też zostać obrane nie dosłowne (literalne, „bezpośrednie”) znaczenie interpretowanego tekstu prawnego, ale możliwe znaczenie językowe tego tekstu.